# Saboudougou
Saboudougou  è una città e sottoprefettura della Costa d'Avorio appartenente al dipartimento di Ouaninou. Conta una popolazione di 3 918 abitanti (censimento 2014).